# David Carpenter

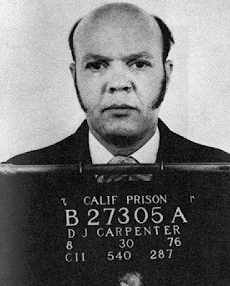
David Carpenter (1976)

David Carpenter (* 6. Mai 1930 in San Francisco, USA) ist ein US-amerikanischer Serienmörder. Carpenter ist wegen der Schauplätze seiner Taten auch als der Trailside Killer („Wegesrand-Mörder“) bekannt. Er wurde für seine Verbrechen zum Tode verurteilt, sitzt im Todestrakt des San Quentin State Prison ein und war 2019 mit 89 Jahren der älteste zum Tode verurteilte Insasse dort.

## Biografie
In der Schule wurde David Carpenter wegen seiner Kleidung und seiner Sprachstörung gehänselt. Seine Mutter misshandelte ihn mehrfach. Bereits als Jugendlicher fiel er durch sexuelle Übergriffe auf.
1955 heiratete er und wurde in den folgenden Jahren Vater dreier Kinder. 1961 wurde er wegen eines Angriffes auf eine Frau mit Hammer und Messer zu 14 Jahren Gefängnis verurteilt, wurde aber nach sieben Jahren bereits entlassen. Im Gefängnis wurde bei ihm eine Persönlichkeitsstörung und ein IQ von 125 diagnostiziert. Seine Frau ließ sich in dieser Zeit von ihm scheiden.
1969 heiratete er, nur vier Monate nach seiner Entlassung, erneut. Im Januar 1970 stach er auf eine Frau ein und überfiel und vergewaltigte am selben Tag eine weitere Frau. Nur wenige Tage später überfiel und vergewaltigte er eine weitere Frau, deren Kind während des Überfalls ebenfalls anwesend war. Er wurde erneut inhaftiert, erhielt 1979 jedoch die Chance, in einem Rehabilitationszentrum seine Reststrafe abzusitzen. Während seines halbjährigen Aufenthalts im Rehabilitationszentrum ermordete er im Mount Tamalpais Park eine Frau. In den Jahren 1980 bis 1981 erschoss Carpenter insgesamt acht Menschen in und um San Francisco.
Im November 1980 wurden an einem Tag vier Opfer des Trailside Killers gefunden. Der Fall erregte große öffentliche Aufmerksamkeit; die Bevölkerung Kaliforniens war sehr beunruhigt, da eine Rückkehr des Zodiac-Killers vermutet wurde und unklar war, welche Motive der Täter hatte. Manche Opfer wurden vor ihrer Ermordung vergewaltigt, andere „nur“ erstochen oder erschossen.
David Carpenter wurde schließlich gefasst, nachdem er eine Arbeitskollegin erschossen hatte, und 1984 zum Tode verurteilt. Seitdem saß Carpenter in der Todeszelle. Im Jahr 2019 erklärte der damalige Gouverneur Gavin Newsom einen Hinrichtungsstopp für Kalifornien, ein sogenanntes Moratorium. Carpenter und die anderen in Kalifornien zum Tode Verurteilten blieben weiter in Haft.